# Lavafrutas

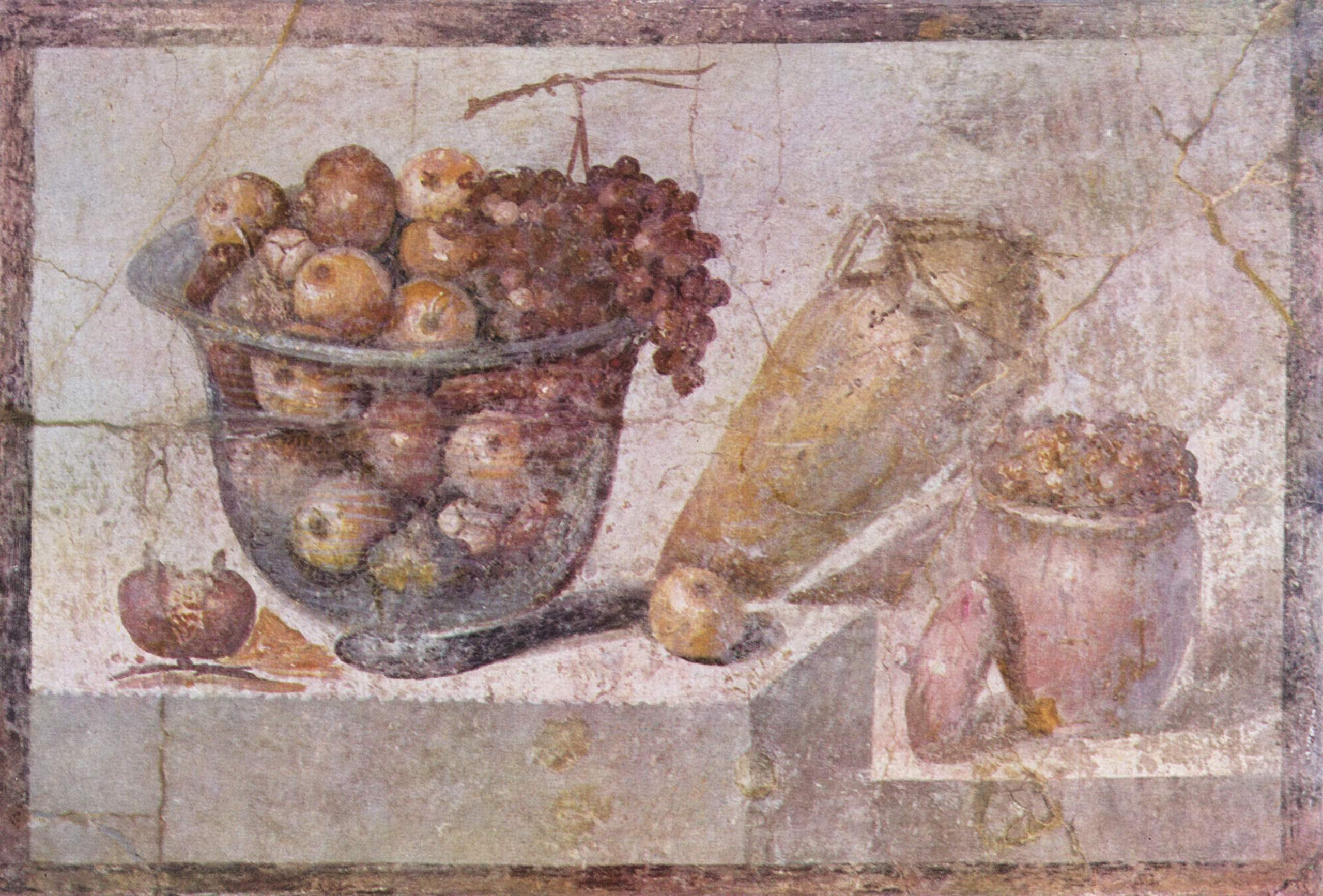
Gran lavafrutas de cristal en un bodegón al fresco en la "Casa de Julia Felix", en Pompeya 70 a. C. (Italia). Museo Arqueológico de Nápoles.

Un lavafrutas es un cuenco o pequeño recipiente con agua que se utiliza durante las comidas para humedecer los dedos antes y/o después de comer fruta. Puede estar fabricado en cristal, loza, metal, plástico, etc.

## Uso
Al final de la comida y una vez consultado el comensal si va a tomar fruta, el lavafrutas se colocará en la mesa sobre un plato de postre, un pañito o una servilleta. El protocolo y etiqueta recomiendan levantar primero el lavafrutas, luego la servilleta, y colocarlos a la izquierda. Se usará en un primer paso, para lavar la fruta cuando esta lo requiera (ciruelas, cerezas, uvas), o bien para limpiarse los dedos después de haberla manipulado (manzanas, naranjas, mandarinas, melón). Algunos manuales relatan anécdotas supuestamente históricas en las que el inadvertido y perplejo comensal, no entendiendo para qué le ponían aquel cuenco con agua, decidió por fin beberse el agua que contenía.